# 徳島丼
徳島丼（とくしまどん）は甘辛く煮た豚ばら肉、生卵、メンマ、モヤシ、ネギなど徳島ラーメンの具材をご飯にかけた丼物のこと。

## 概要

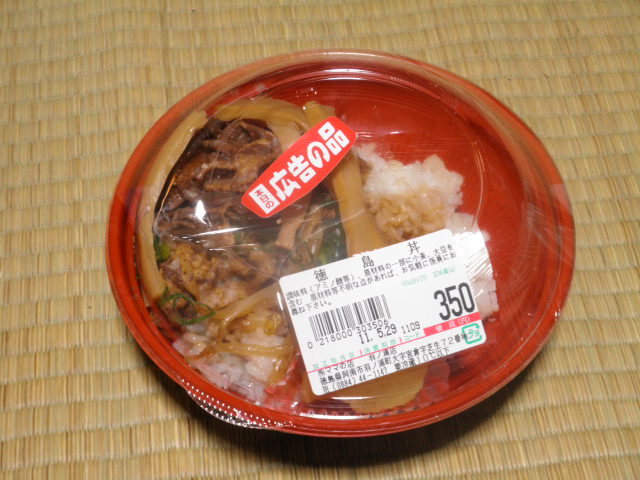
市販されている徳島丼

フジテレビ社員食堂のメニューのひとつであり、社員食堂を運営するフジランドの大久保勝事業部長が「麺よりもご飯に合うのではないか」と考案し、2006年から提供された。
2009年にミュージシャンの桑田佳祐がホストを務める音楽番組『桑田佳祐の音楽寅さん 〜MUSIC TIGER〜』で紹介されたのがきっかけで話題を呼び、徳島県庁にも問い合わせが相次いだ。
同年6月13日に公務で上京していた飯泉嘉門・徳島県知事がフジテレビ社員食堂で試食し、7月2日から徳島県庁の食堂のメニューに追加された。1日25食限定の販売から始まり、後に1日50食以上が売れる人気商品となり、2019年現在では金曜日限定として販売されている。